# Trofologia wód
Trofologia wód – dział hydrobiologii zajmujący się trofologią w środowisku wodnym, zajmuje się produkcją biologiczną środowiska wodnego. Najważniejszym zagadnieniem w tym obszarze jest prawidłowe oszacowanie przyswajalności pokarmu przez zwierzęta wodne, co może być wyrażone jako stosunek przyswojonego pokarmu do zasobów pokarmowych w środowisku. W badaniach uwzględnia się także pokarm w formie rozpuszczonej w wodzie, który przyswajany jest drogą osmotyczną. Jedną z technik stosowanych w trofologii wód jest analiza radiowęglowa izotopu 14C.